# Creatures of Clay
Creatures of Clay è un cortometraggio muto del 1914 diretto da Frank Wilson.

## Trama
Il vecchio amante di un'attrice prende la colpa quando lei ruba i gioielli di sua madre.

## Produzione
Il film fu prodotto dalla Hepworth.

## Distribuzione
Distribuito dalla Hepworth, il film - un cortometraggio in tre bobine - uscì nelle sale cinematografiche britanniche nel maggio 1914. Venne distribuito anche negli Stati Uniti in settembre.
Si conoscono pochi dati del film che, prodotto dalla Hepworth, fu distrutto nel 1924 dallo stesso produttore, Cecil M. Hepworth. Fallito, in gravissime difficoltà finanziarie, il produttore pensò in questo modo di poter almeno recuperare il nitrato d'argento della pellicola.